# Constitutions of Clarendon
Die Constitutions of Clarendon waren eine Reihe von Regelungen, die Heinrich II. von England 1164 in Clarendon Palace erließ, um die weltliche Gerichtsbarkeit auch im geistlichen Bereich durchzusetzen.
Sie bestanden aus 16 Artikeln und betrafen die Bestrafung krimineller Vergehen von Klerikern, die bis dahin nur von geistlichen Gerichten behandelt worden waren. Die geistlichen Gerichte erkannten meist auf geringere Strafen als die königlichen. So wurden Mörder von weltlichen Gerichten zur Hinrichtung oder einer Verstümmelung verurteilt, während bei den geistlichen die Ausstoßung aus dem Klerus die Hauptstrafe war. Die Konstitutionen gingen davon aus, dass solch ein ausgestoßener Kleriker nicht mehr der geistlichen Gerichtsbarkeit unterstehe und deshalb von einem königlichen Gericht zu richten sei. Thomas Becket, der ehemalige Kanzler Heinrichs, der auf dessen Wunsch Erzbischof von Canterbury (1162–1170) geworden war, widersetzte sich diesen Regelungen unter Verweis auf den Rechtsgrundsatz ne bis in idem, dass niemand zweimal für das gleiche Vergehen bestraft werden darf.
Dabei hatten die englischen Bischöfe den Bestimmungen ursprünglich zugestimmt, doch als der Papst sie zurückwies, lehnte auch Thomas Becket sie ab. Daraufhin musste Thomas ins Exil gehen. Die Verhandlungen zwischen dem König auf der einen und dem Papst sowie dem Erzbischof Thomas auf der anderen Seite zogen sich über viele Jahre hin, ohne dass Fortschritte im Streit um die Gerichtsbarkeit über den Klerus erreicht wurden. Doch glaubte Thomas im Dezember 1170 nach Canterbury zurückkehren zu können. Doch als es wegen der Krönung eines Sohnes Heinrichs II. wieder zu Meinungsverschiedenheiten mit dem König kam, wurde Thomas am 29. Dezember 1170 in der Kathedrale von Canterbury ermordet. Heinrich seinerseits nahm in den weiteren Verhandlungen zwei Bestimmungen, die dem kanonischen Recht widersprachen, zurück. Der Rest blieb in Kraft.
Die Constitutions of Clarendon waren Teil der Strategie Heinrichs II., die auf Ausweitung des königlichen Machtbereiches abzielte und ein Charakteristikum seiner Regierungszeit war.